# حسن شریعتی نیاسر
حسن شریعتی نیاسر (زاده ۱۳۱۲، نیاسر کاشان) عضو جامعه مدرسین حوزه علمیه قم و نماینده سابق مردم اصفهان در مجلس خبرگان رهبری است. مجتبی شریعتی نیاسر برادر زاده وی، معاون آموزشی وزارت علوم است.

## زندگینامه
پدر، جد پدری و تعدادی از افراد خاندان وی از علمای منطقه بوده‌اند. همچنین او از طرف مادری نیز از نوادگان احمد نراقی و میرزای قمی می‌باشد. وی تحصیل علوم دینی را از مدرسه گذر بابا ولی در کاشان آغاز کرده و سپس به اراک مهاجرت نموده و به خواندن مقدمات دروس حوزوی پرداخت.
پس از آن رهسپار قم شد و در این شهر در نزد موسی صدر، محمد صدوقی، مرتضی مطهری، لاکانی رشتی، میرزا جواد تبریزی، علی مشکینی، مجاهدی و شیخ عبدالجواد سدهی جبل عامل، دروس حوزوی را – از مطول تا کفایه – فرا گرفت.
در این میان مدت کوتاهی هم به مشهد مقدس رفته و بخشی از سطح عالی را در کلاس‌های شیخ هاشم قزوینی و درس خارج را 
نزد میلانی تحصیل نمود.
پس از فراگیری کتب متداول حوزه و اتمام مراحل مقدمات و سطح در بحث خارج بروجردی حضور یافت چندین سال نیز از دروس خارج فقه و اصول سید روح‌الله خمینی استفاده برد علاوه بر این‌ها مدتی هم در بحوث خارج محمدتقی بروجردی و  مرتضی حائری (فرزند مؤسس حوزه علمیه قم) و میرزا ابوالفضل زاهدی شرکت کرده و در فلسفه و تفسیر قرآن را نیز نزد سید محمد حسین طباطبائی آموخت.
درحدود سال ۱۳۳۵ برای ادامه تحصیلات و استفاده از استادان حوزه علمیه نجف، راهی آنجا شده و مجاورت بارگاه علوی را برگزید.

## سوابق
- بازرسی و نظارت امور قضائی و انتظامی
- مسئول اخذ امتحان از طلاب و فضلای حوزه علمیه (سطح عالی و خارج)
- مسئول شعبه‌ای در دیوان عالی کشور
- تدریس سطوح عالی در حوزه علمیه مقدس قم